# Ruhner Berge
Ruhner Berge är en kommun i Landkreis Ludwigslust-Parchim i förbundslandet Mecklenburg-Vorpommern i Tyskland. 
Kommunen bildades den 1 januari 2019 genom en sammanslagning av de tidigare kommunerna Marnitz, Suckow och Tessenow.
Kommunen ingår i kommunalförbundet Amt Eldenburg Lübz tillsammans med kommunerna Gallin-Kuppentin, Gehlsbach, Granzin, Kreien, Kritzow, Lübz, Passow, Siggelkow och Werder.